# Hamburg Münchener Krankenkasse

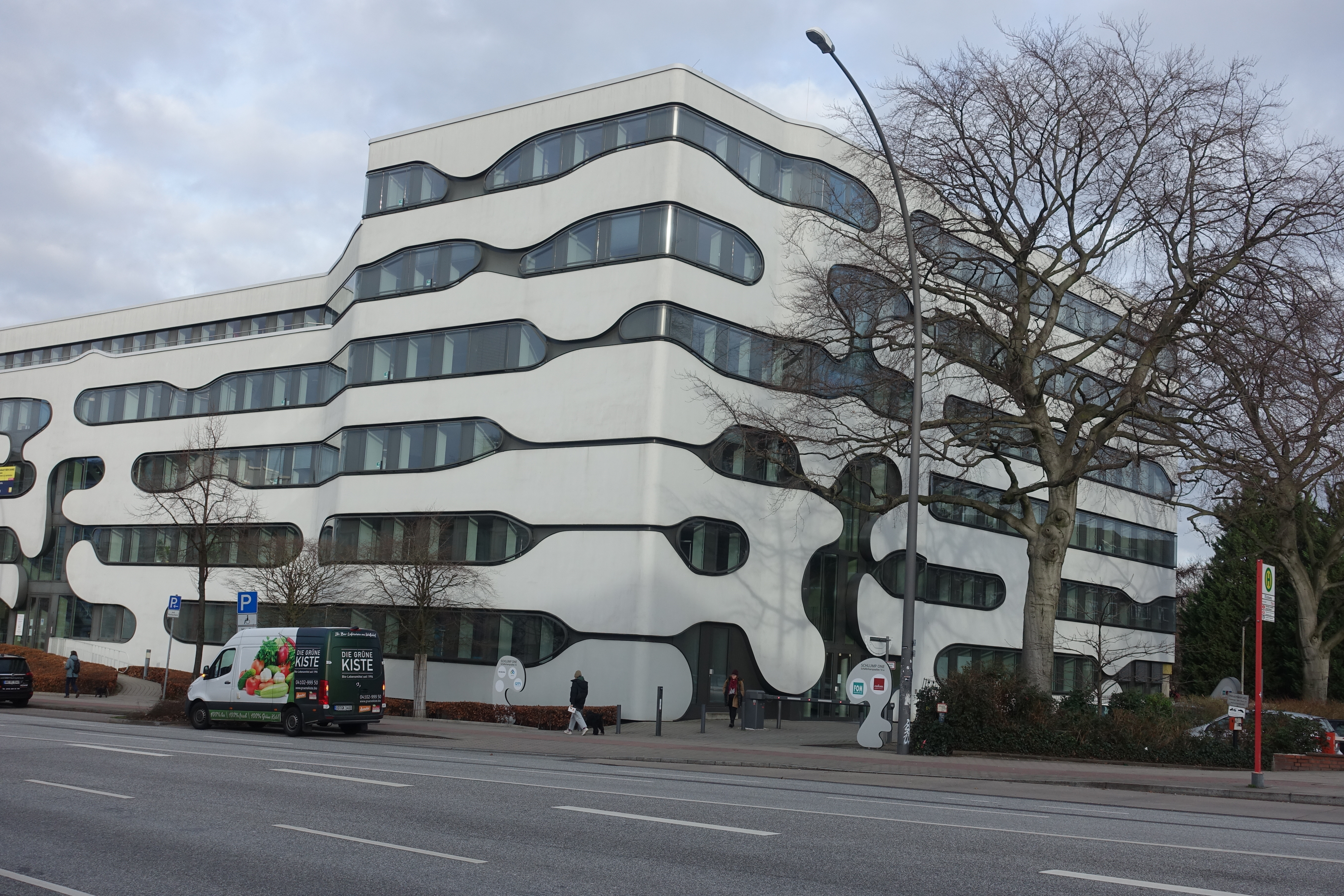
Ehemalige Hauptverwaltung der Hamburg Münchener in Hamburg mit neuer Fassadenverkleidung (2023)

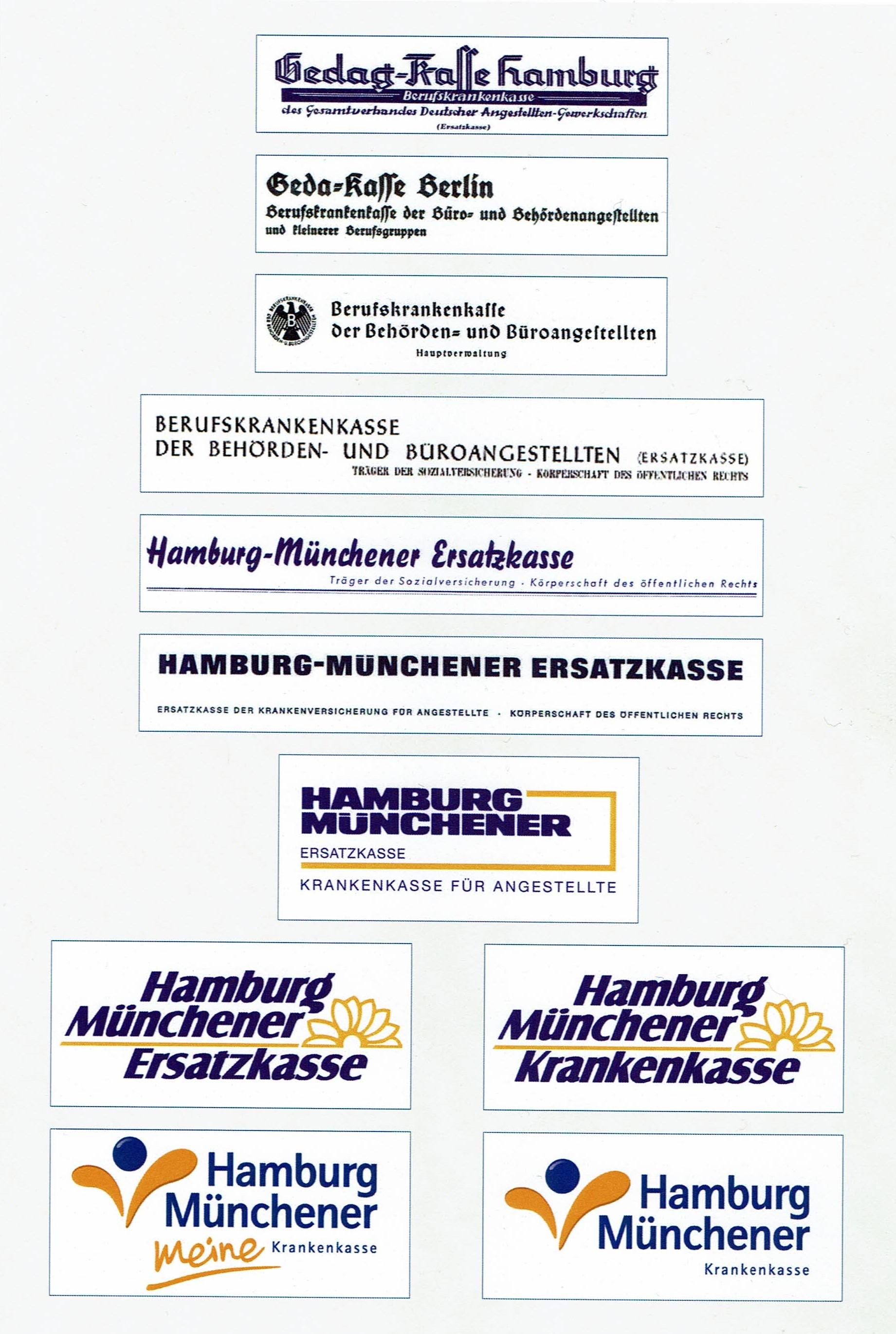
Logos der Hamburg Münchener Krankenkasse von 1927 bis 2009

Die Hamburg Münchener Krankenkasse (HMK) war eine bundesweit tätige deutsche Ersatzkasse mit Sitz in Hamburg. Sie fusionierte zum 1. Januar 2010 mit der Deutschen Angestellten-Krankenkasse (DAK).

## Geschichte
Am 24. August 1927 beschlossen im Gorch-Fock-Haus in Hamburg Vertreter von fünf Gewerkschaftsverbänden des damaligen Gesamtverbandes deutscher Angestellten-Gewerkschaften (Gedag), eine gemeinsame Berufskrankenkasse zu gründen. Die Federführung für die Kassengründung übernahm der seit 1919 bestehende Reichsverband der Büro- und Behördenangestellten und Beamten Berlin (RdBü). Die weiteren vier Trägerverbände waren der Verband deutscher Techniker, der Deutsche Werkmeister Bund, der Reichsverband deutscher Guts- und Forstbeamten und der Berufsverband deutscher Dentisten.
Am Gründungstag, dem 1. Oktober 1927, wurde die Gedag-Kasse Hamburg, Berufskrankenkasse des Gesamtverbandes deutscher Angestellten-Gewerkschaften. Ersatzkasse mit Sitz in Hamburg als Ersatzkasse Deutschlands vom Reichsarbeitsministerium für das gesamte Reichsgebiet zugelassen. Entsprechend der damaligen gesetzlichen Grundlage für Ersatzkassen hatte die Gedag-Kasse bei ihrer Gründung die Rechtsform eines Versicherungsvereins auf Gegenseitigkeit.
Der geschäftsführende Vorsitzende Bruno Plintz (Mitgliedsnr. 1) und ein Mitarbeiter nahmen am heutigen Johannes-Brahms-Platz die Arbeit auf. Personell und finanziell wurde die neue Kasse vom Deutschnationalen Handlungsgehilfenverband stark unterstützt.
Nach der Machtübernahme durch die Nationalsozialisten 1933 wurde die Krankenkasse umbenannt in Geda-Kasse-Berlin, Berufskrankenkasse der Büro- und Behördenangestellten und kleinerer Berufsgruppen in der NSA und wurde vorläufiges Anhängsel der Deutschen Arbeitsfront in Berlin. Am 1. Juli 1935 erhielt sie ihre Unabhängigkeit zurück und nannte sich Berufskrankenkasse der Behörden- und Büroangestellten, Ersatzkasse. Im April 1939 folgte der Umzug in die Steinstraße 5, einen großen Büroneubau in unmittelbarer Nähe des Hamburger Hauptbahnhofes, denn 1941 betrug der Mitgliedstand 100.000. Die Räume der Hauptverwaltung in der Steinstraße 5 wurden im Juli 1943 ausgebombt und sämtliche Dokumente aus der Gründerzeit verbrannten.
1950 nannte sich die Kasse Hamburg-Münchener Ersatzkasse, später Hamburg-Münchener Krankenkasse, kurz HaMü. Der neue Name sollte zum Ausdruck bringen, dass diese Krankenkasse bundesweit vertreten ist und für alle Versicherten die gleichen Leistungen zu gleichen Beitragssätzen erbringt. 1953 wurde die neue Hauptverwaltung in der Schäferkampsallee bezogen. Am 1. November 1995 wurde der historische Höchststand von 389.391 Mitgliedern erreicht.
Die schwierigen Wettbewerbsbedingungen führten dazu, dass zwischen der Deutschen Angestellten-Krankenkasse (DAK) und der Hamburg Münchener im Dezember 2003 eine weitreichende partnerschaftliche Zusammenarbeit vereinbart wurde.
Im Juli 2009 wurde die Eingliederung in die DAK bekanntgegeben und die Übernahme zum 1. Januar 2010 vollzogen. Die HMK brachte rund 300.000 Versicherte ein.

## Veröffentlichungen
- Michael Trudrung: Geschichte der Hamburg Münchener Krankenkasse 1927–2009. Eigendruck, Hamburg 2009.